# Amelora rhyncophora
Amelora rhyncophora là một loài bướm đêm trong họ Geometridae.